# Бабаев, Яшар Аллах-Кули оглы
Яшар Аллах-Кули оглы Бабаев (21 апреля 1941, Кировабад — 12 сентября 2021) — советский футболист, защитник.
В начале карьеры играл за команду класса «Б» «Текстильщик»/«Динамо» Кировабад (1961—1962). В 1963—1971 годах в составе «Нефтяника»/«Нефтчи» Баку в чемпионатах СССР сыграл 200 матчей.
Бронзовый призёр чемпионата СССР 1966 года.
После завершения игровой карьеры работал директором на базе «Нефтчи», потом — с детскими командами и в Азербайджанской государственной академии физической культуры и спорта (с 2005).
Скончался 12 сентября 2021.